# Valentín Alsina (Lanús)
Valentín Alsina es una ciudad del partido de Lanús, ubicado en la zona sur del Gran Buenos Aires, correspondiente administrativamente a la provincia de Buenos Aires, Argentina. Se emplaza en la margen derecha del Riachuelo y está unida a la Ciudad Autónoma de Buenos Aires por el puente Alsina, construido en 1938.
Limita al norte con la ciudad autónoma de Buenos Aires, al sudoeste con la ciudad de Lanús, al sudeste con la localidad de Gerli y al este con la localidad de Piñeyro (partido de Avellaneda).

## Geografía
Las tierras del partido de Lanús, integran en su casi totalidad, la cuenca hidrográfica del río Matanza, afluente del Río de la Plata.
Su altimetría es en general muy llana y alcanza hasta los 10 m s. n. m., la cota de nivel de Valentín Alsina va de 7 m s. n. m. a 4 m s. n. m.

## Historia
En 1850 Enrique Ochoa fundó el segundo saladero de la zona (verdadero origen del pueblo), en las tierras que eran conocidas como Paso de Burgos o Paso Chico. Ochoa bregó por la construcción de un puente, el que fue finalmente realizado en 1859 por la gestión del doctor Valentín Alsina, gobernador de la provincia de Buenos Aires. Por esta razón se le impuso el nombre de Puente Alsina con posterioridad a la muerte del exgobernador, y se hizo extensivo a toda la zona. El pueblo tuvo su fundación oficial en 1874 por Daniel de Solier, quien donó las tierras que ocupó.

## Población
Según el censo de 2001 Valentín Alsina era la cuarta localidad según la cantidad de habitantes del partido, con 41 155 alsinenses; representando un 9% del total del partido.

## Puente Alsina
En una época también llamado Puente Uriburu, es un puente histórico, emblemático y patrimonial, que une el porteño barrio de Nueva Pompeya, con la populosa localidad de Valentín Alsina. La actual estructura es obra del ingeniero José C. Álvarez, quien también realizó el Puente de La Noria. Desde la Colonia, por este paso se vadeaba el Riachuelo y era conocido como “Paso de Burgos”. Fue uno de los cuatro accesos a la ciudad de Buenos Aires desde la campaña sur-sudoeste.
Cuatro puentes se construyeron antes del actual: los dos primeros de 1855 y 1856, destruidos por crecientes; el que se inauguró en 1859, hecho con maderas resistentes, hasta 1909, y otro, de hierro, desde 1910 hasta 1938. Los tres primeros mencionados, fueron iniciativa de Enrique Ochoa, inmigrante español dueño de un saladero (del lado de la actual localidad de Lanús), comerciante y uno de los suscriptores del acta de fundación de la Bolsa de Comercio de Buenos Aires en 1854, quien se presentó al Gobierno de la Provincia de Buenos Aires solicitando permiso para realizar la obra a su cargo. La concesión le fue otorgada a perpetuidad, pasando luego de su muerte a la familia que lo enajenó en 1885.
Por pedido del mismo Ochoa, se lo denominó en 1858 “Puente Alsina” en homenaje al exgobernador Valentín Alsina, quién asistió a la fiesta de inauguración y bajo cuyo mandato se gestionó la obra. El pago de peaje, sin embargo, provocaba no pocas resistencias. Finalmente, fue expropiado por el gobierno. Este medio de comunicación, influyó notablemente en el desarrollo y toponimia de la zona. El nombre nunca pudo ser desarraigado pese al cambio producido en 1938 en ocasión de la inauguración de la actual estructura. Por otra parte, la denominación “José Félix Uriburu”, en homenaje al militar que derrocara al gobierno constitucional del presidente Hipólito Yrigoyen en septiembre de 1930 venía provocando rechazos, e institucionalmente, en especial desde el restablecimiento del estado de derecho en 1983.
Finalmente recuperó el histórico nombre de origen en 2002 (Ley N.º 806 del GCBA; previamente, en 1998, el Municipio de Lanús ya había incorporado la tradicional denominación en las comunicaciones oficiales). Su valor patrimonial fue reconocido al ser declarado “Sitio de Interés Cultural” por la Ciudad de Buenos Aires y de “Interés Histórico, Arquitectónico y Cultural” por el Concejo Deliberante de la Municipalidad de Lanús.
Símbolo tradicional a ambas márgenes del Riachuelo, contiene un fuerte valor referencial e histórico. Allí se vivió durante la segunda invasión inglesa el decidido enfrentamiento de los húsares porteños contra la fuerza invasora. En junio de 1880 fue escenario del combate entre las tropas nacionales bajo órdenes del Presidente Avellaneda y las provinciales del gobernador Carlos Tejedor, cuya derrota precipitó la consagración de Buenos Aires como Capital del país. La cuestión del arraigo del nombre no es menor en este caso. Tres generaciones se negaron sistemáticamente, más allá de una actitud premeditada, a aceptar su reemplazo. Y había sido inmortalizado en los versos de Carlos de la Púa y Raúl González Tuñón entre otros y nada menos.

## Deporte
En la ciudad se encuentra ubicada la sede del Club Atlético Victoriano Arenas, que milita actualmente en la Primera C del fútbol argentino.
También en la localidad, se encuentra sobre la calle Jose Ignacio Rucci el Country Club Valentin Alsina fundado en 1979, con gran variedad de actividades deportivas (Futbol, Tenis, Natación, Pelota Paleta)

## Ciudades hermanas
- Nápoles
- Numea